# Кларендон (Вермонт)
Кларендон (англ. Clarendon) — місто (англ. town) в США, в окрузі Ратленд штату Вермонт. Населення — 2412 особи (2020).

## Демографія
Згідно з переписом 2010 року, у місті мешкала 2571 особа в 1071 домогосподарстві у складі 702 родин. Було 1166 помешкань
Расовий склад населення:
| - 97,1 % — білих - 1,1 % — азіатів - 0,4 % — чорних або афроамериканців - 0,1 % — корінних американців |

До двох чи більше рас належало 1,1 %. Частка іспаномовних становила 0,4 % від усіх жителів.
За віковим діапазоном населення розподілялося таким чином: 19,8 % — особи молодші 18 років, 66,0 % — особи у віці 18—64 років, 14,2 % — особи у віці 65 років та старші. Медіана віку мешканця становила 46,2 року. На 100 осіб жіночої статі у місті припадало 100,9 чоловіків;  на 100 жінок у віці від 18 років та старших — 97,8 чоловіків також старших 18 років.
Середній дохід на одне домашнє господарство  становив 64 098 доларів США (медіана — 60 652), а середній дохід на одну сім'ю — 77 171 долар (медіана — 70 795). Медіана доходів становила 42 292 долари для чоловіків та 31 628 доларів для жінок. За межею бідності перебувало 10,9 % осіб, у тому числі 9,7 % дітей у віці до 18 років та 10,8 % осіб у віці 65 років та старших.
Цивільне працевлаштоване населення становило 1370 осіб. Основні галузі зайнятості: освіта, охорона здоров'я та соціальна допомога — 27,6 %, виробництво — 14,4 %, роздрібна торгівля — 12,8 %, будівництво — 11,5 %.